# Rhipidia (Rhipidia) griveaudi
Rhipidia (Rhipidia) griveaudi is een tweevleugelige uit de familie steltmuggen (Limoniidae). De soort komt voor in het Afrotropisch gebied.